# Catasetum macroglossum
Catasetum macroglossum là một loài thực vật có hoa trong họ Lan. Loài này được Rchb.f. mô tả khoa học đầu tiên năm 1877.

## Hình ảnh

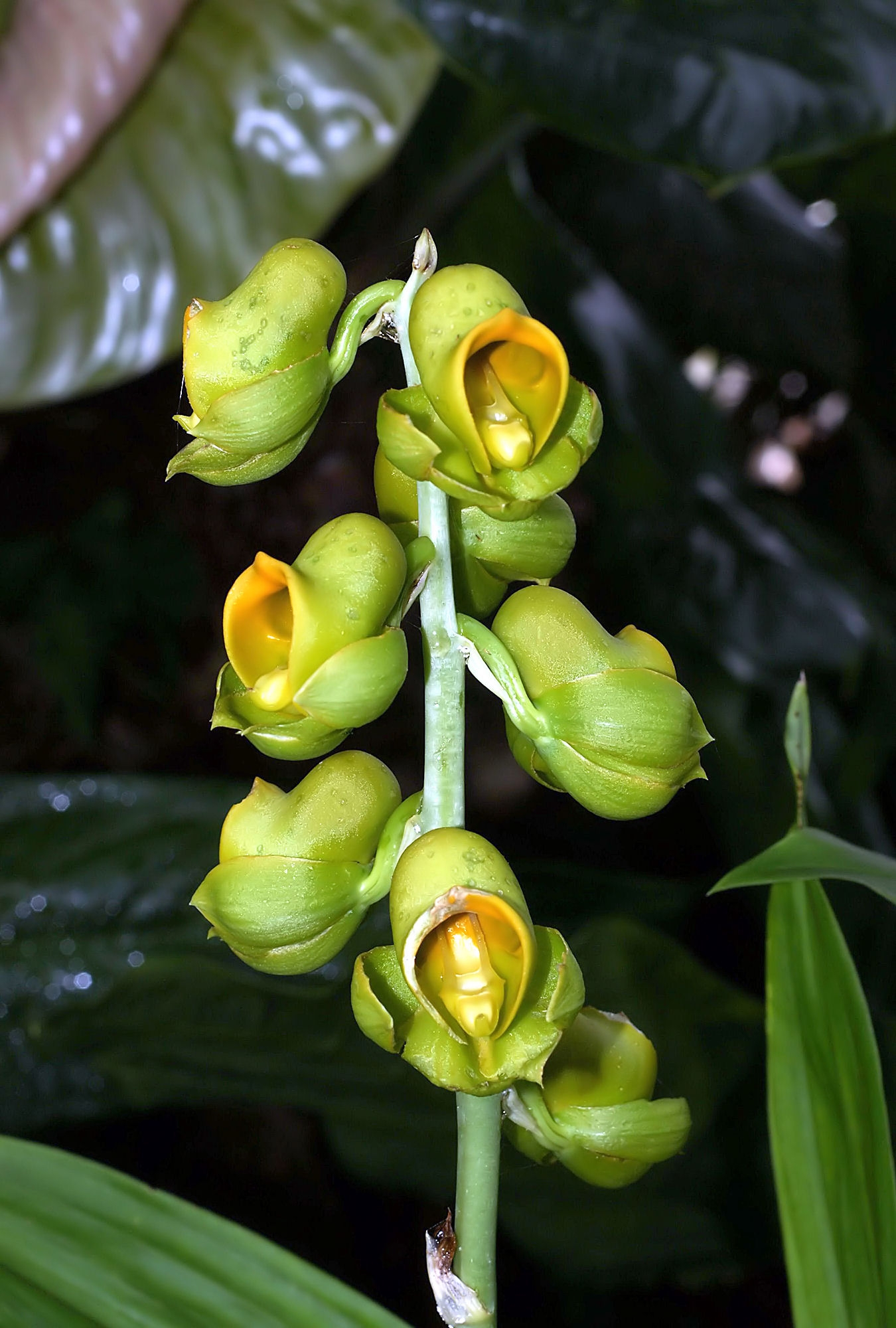